# Prima la musica e poi le parole

Prima la musica e poi le parole (Eerst de muziek en dan de woorden) is een opera van Antonio Salieri bestaande uit één bedrijf. De première vond plaats op 7 februari 1786 in de oranjerie van Schloss Schönbrunn in Wenen in de destijds Oostenrijkse monarchie. 
De Italiaanse opera werd gemaakt in opdracht van Keizer Jozef II naar aanleiding van het bezoek van aartshertogin Marie Christine van Oostenrijk. Dezelfde avond werd ook het Duitse singspiel Der Schauspieldirektor van Wolfgang Amadeus Mozart opgevoerd. De bedoeling van Keizer Jozef II was om het Duitse Singspiel te promoten. Zo kan de avond aanzien worden als een soort van competitie tussen beide opera's. Het publiek verkoos de opera van Salieri.

## Rollen
- Eleonora: een prima donna
- Componist: een bas
- Dichter: een bas
- Tonina: een sopraan

## Synopsis
Graaf Opizio heeft een componist de opdracht gegeven om een nieuwe opera op vier dagen tijd af te werken. De componist heeft de muziek, maar de dichter slaagt er maar niet in om zijn reeds geschreven tekst op de muziek te plaatsen en is deze nu volop aan het aanpassen. 
Eleanora, een prima donna, werd ingehuurd door de graaf voor de hoofdrol. Zij komt nu bij de componist en dichter op een soort van auditie waar ze het lied Giulio Sabino zingt van Giuseppe Sarti. Haar act draait uit op een parodie. Nadat Eleonara weg is, ontstaat er een dispuut tussen de dichter en de composer over het libretto. Plots komt Tonino binnen: zij eist een rol in de opera. De componist en de dichter gaan akkoord en bedenken nog snel een nummer voor haar.
Dan start er een twist tussen Eleonora en Tonino welke dame haar aria als eerste zal zingen. Dit gaat zover dat beide dames hun eigen aria gelijktijdig zingen. De componist en dichter kunnen de dames bedaren met een voorstel om beide aria's in elkaar te verwerken.